# Omięk

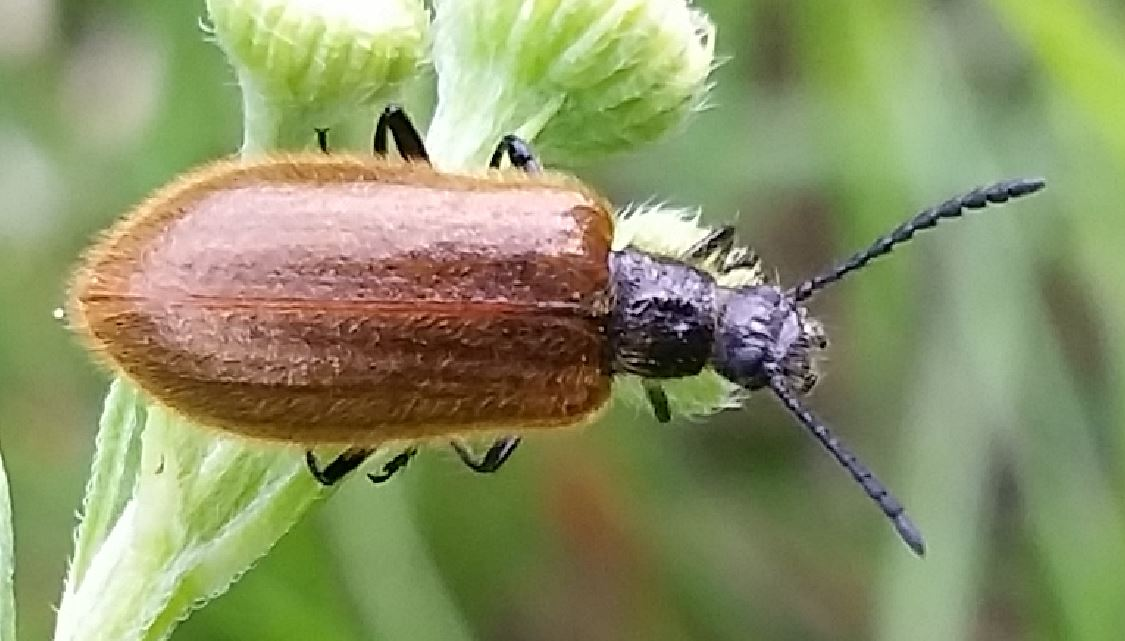
Omięk baryłkarz

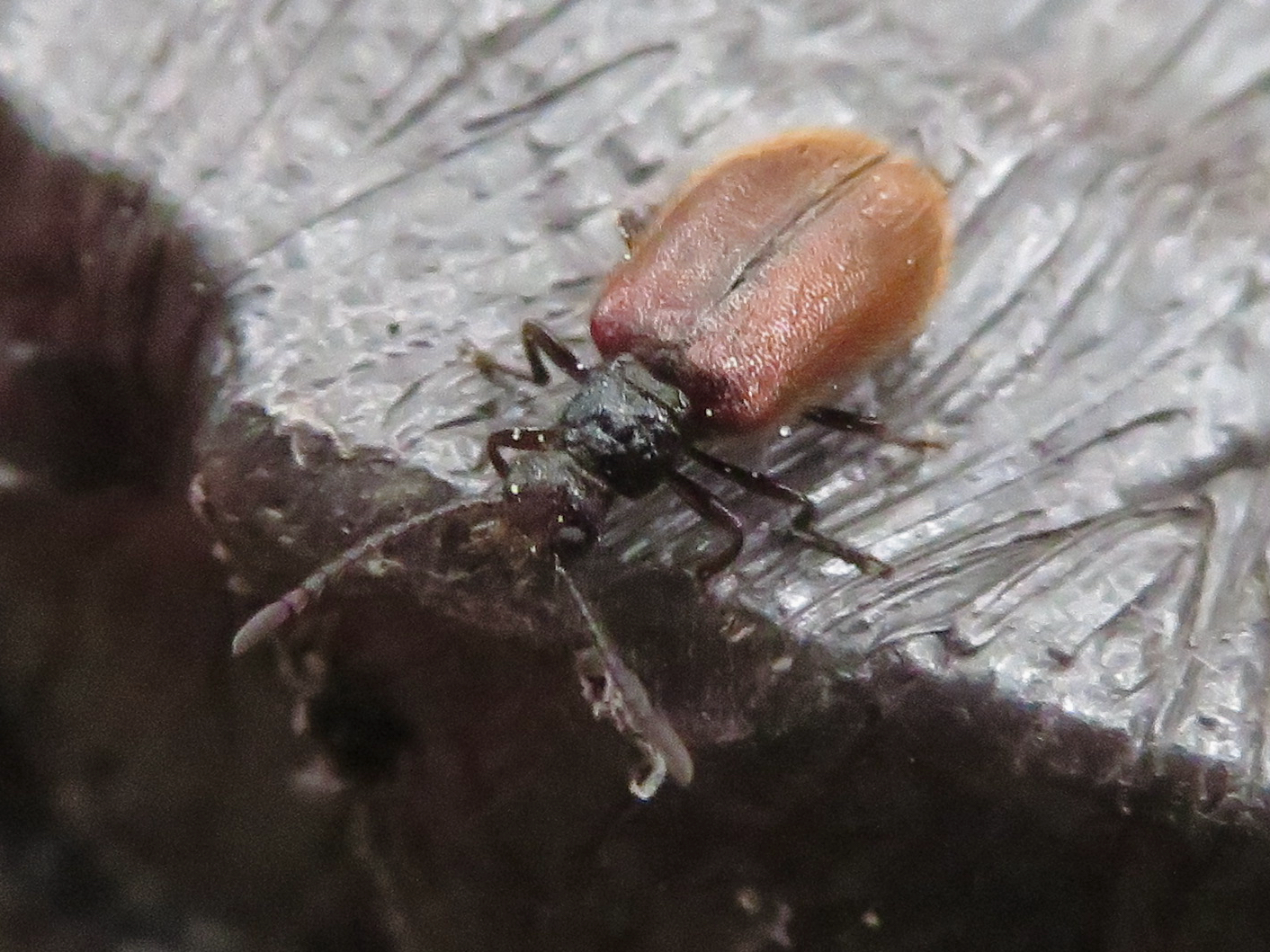
Lagria rufipennis

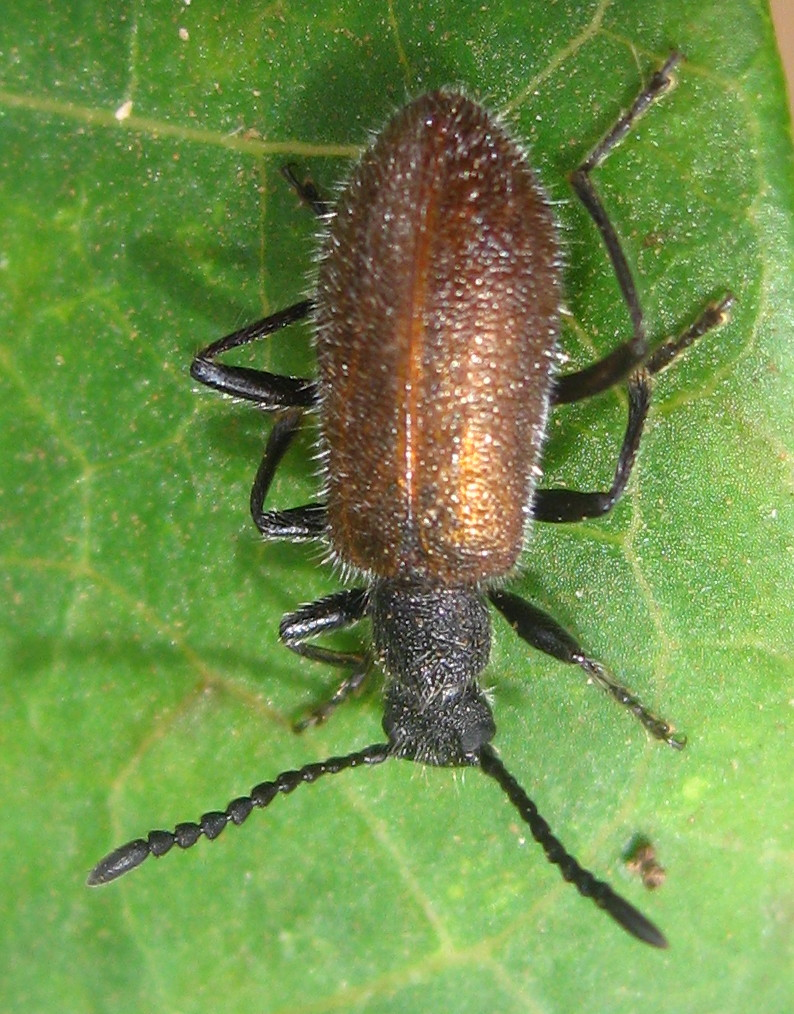
Lagria vulnerata

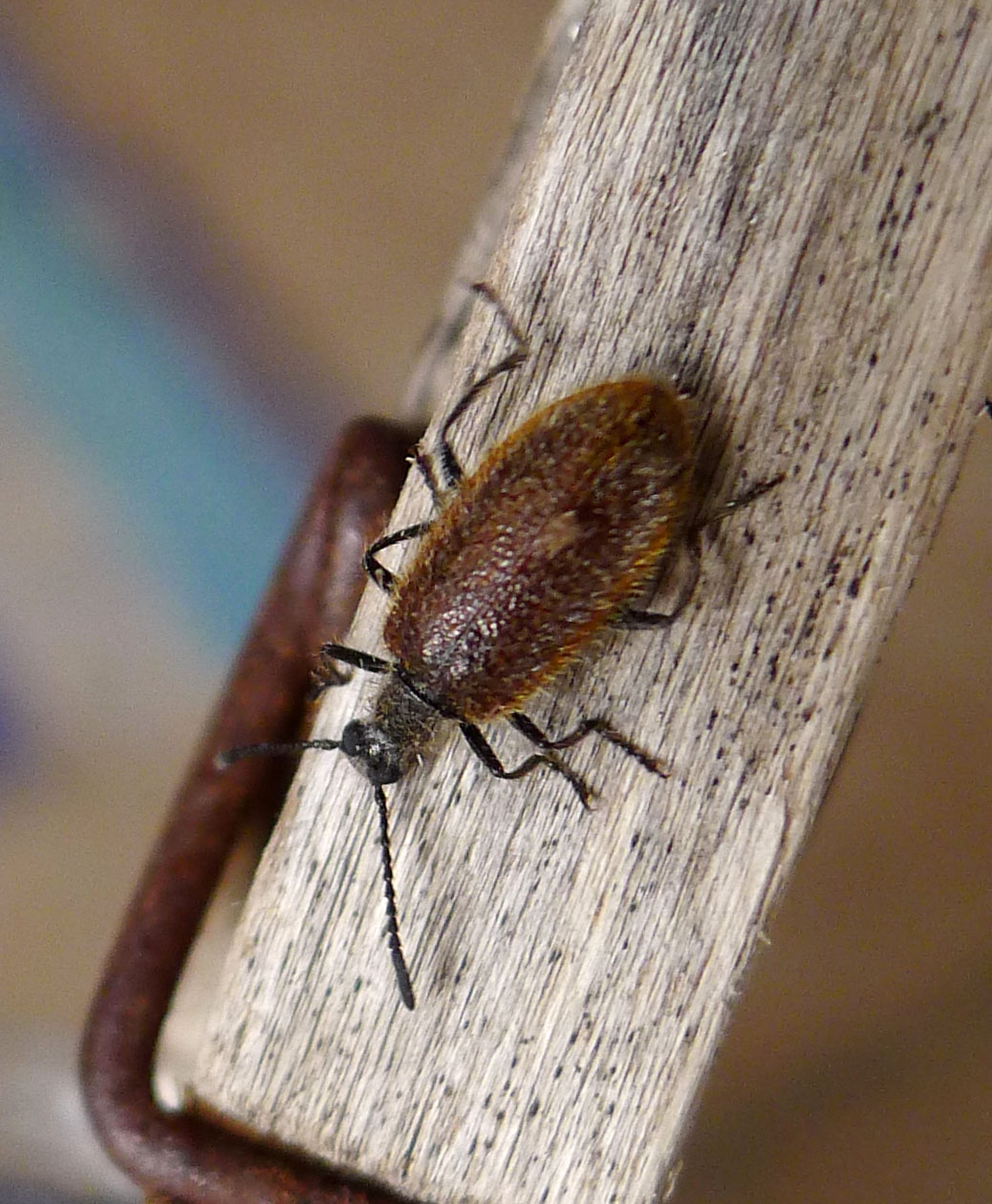
Lagria grenieri

Omięk (Lagria) – rodzaj chrząszczy z rodziny czarnuchowatych i podrodziny omiękowatych.

## Morfologia

### Owad dorosły
Chrząszcze o wydłużonym, grzbietobrzusznie spłaszczonym, u samic szerszym niż u samców ciele długości od 4 do 16 mm, porośniętym gęstym, złocistożółtym owłosieniem. Głowa jest czarna, kulista, zaopatrzona w duże, poprzeczne, silnie wyrojone oczy oraz długie, ciemne, matowe wskutek mikroziarenkowania, ciemno owłosione czułki o członie drugim najkrótszym, członach od trzeciego do dziesiątego rozszerzonych ku szczytowi, a członie jedenastym najdłuższym. Warga górna ma zaokrąglone kąty przednie i wycięty brzeg przedni. Samice mają bardzo szerokie czoło, samce zaś czoło wąskie i silnie wyłupiaste oczy. Przedplecze jest czarne, tak szerokie jak głowa mierzona z oczami, zazwyczaj walcowate, rzadziej w tyle rozszerzone. Pokrywy są ochrowożółte do brunatnych, w tyle rozszerzone i tam dwukrotnie szersze od przedplecza. Powierzchnia pokryw jest bezładnie punktowana. Podgięcia pokryw dochodzą do ich wierzchołków. Odnóża są brązowoczarne, smukłe, o goleniach pozbawionych guzków czy kolców. Odwłok ma widoczne błony międzysegmentalne pomiędzy trzecim i czwartym oraz czwartym i piątym z widocznych sternitów.

### Stadia rozwojowe
Jaja są żółtawo zabarwione, owalne, o gładkim chorionie, długości poniżej 1 mm i szerokości około 0,5 mm.
Larwy mają ciało ciemnobrunatne, gęsto owłosione, w kształcie walcowate, lekko spłaszczone, w spoczynku łukowato wygięte. Kulista głowa ma wyraźne szwy czołowy i ciemieniowy. Zaopatrzona jest w pięć par oczek larwalnych oraz trójczłonowe czułki o członie pierwszym pierścieniowatym, drugim buławkowatym, a trzecim krótko-stożkowatym. Przedtułów jest niewiele dłuższy niż śródtułów i zatułów. Odnóża są czteroczłonowe, pozbawione kolców, zwieńczone jednym pazurkiem. Owalne przetchlinki leżą na śródpiersiu i pleurach segmentów odwłoka od pierwszego do ósmego.
Poczwarka ma ciało od 2,5 do 3 razy dłuższe niż szerokie, żółtawe, gęsto porośnięte brunatnymi włoskami, u samic bardziej krępe niż u samców. Czułki sięgają do ud ostatniej pary odnóży, a pochewki skrzydeł do czwartego lub piątego segmentu odwłoka. Pleuryty segmentów odwłoka od pierwszego do ósmego mają boczne wyrostki, na sześciu pierwszych ampułkowate. 

## Ekologia i występowanie
Owady te zamieszkują głównie lasy, zarośla i zakrzewienia. Jaja składane są do gleby i pod martwą materię roślinną. Larwy żerują na opadłym listowiu i innych rozkładających się szczątkach roślinnych. Osobniki dorosłe bytują na rozmaitych roślinach. Odżywiają się żywymi i suchymi liśćmi drzew i krzewów oraz cienką korą. 
Rodzaj najliczniej reprezentowany jest w krainach etiopskiej i orientalnej. W Palearktyce występuje około 40 gatunków, z których dwa obecne są w Europie Środkowej, w tym w Polsce – omięk baryłkarz i omięk powolny. Niecałe 30 gatunków stwierdzono w krainie australijskiej. Brak natomiast gatunków rodzimych dla Ameryk.

## Taksonomia
Rodzaj ten wprowadzony został w 1775 roku przez Johana Christiana Fabriciusa. Obejmuje blisko 200 opisanych gatunków, w tym:
- podrodzaj: Lagria (Ammocera) Borchmann, 1941
  - Lagria bhutanicola Merkl, 2019
  - Lagria spinulicornis Merkl, 2019
  - Lagria unicolor Borchmann, 1942
- podrodzaj: Lagria (Apteronympha) Seidlitz in Erichson, 1898
  - Lagria rubida Graells, 1855
  - Lagria rugosula Rosenhauer, 1856
  - Lagria tenenbaumi Pic, 1929
- podrodzaj: Lagria (Lagria)  Fabricius, 1775
  - Lagria atripes Mulsant & Guillebeau, 1855 – omięk baryłkarz
  - Lagria brevipilis Desbrochers des Loges, 1881
  - Lagria grenieri Brisout de Barneville, 1867
  - Lagria hirta (Linnaeus, 1758) – omięk powolny
  - Lagria indicola Bates, 1879
  - Lagria klapperichi Pic, 1955
  - Lagria lameyi Fairmaire, 1893
  - Lagria lata Fabricius, 1801
  - Lagria laticollis Motschulsky, 1860
  - Lagria medogensis Zhou & Chen, 2023
  - Lagria nigricollis Hope, 1843
  - Lagria oharai Masumoto, 1988
  - Lagria pici Normand, 1936
  - Lagria picta Borchmann, 1911
  - Lagria rufipennis Marseul, 1876
  - Lagria theryi Pic, 1938
  - Lagria wanduensis Merkl, 2019
- podrodzaj: incertae sedis
  - Lagria albovillosa Macleay, 1887
  - Lagria australis Champion, 1895
  - Lagria cyanea Macleay, 1872
  - Lagria gressitti Merkl, 1988
  - Lagria plumbeipennis Merkl, 1987
  - Lagria queenslandica Borchmann, 1915
  - Lagria ruficeps Macleay, 1887
  - Lagria tenera Merkl, 1987